# کمره غربی
کمره غربی، روستایی از توابع بخش مرکزی شهرستان اسلام‌آباد غرب در استان کرمانشاه ایران است. نام دیگر این روستا ناوچیا که زبان فارسی میان چغا است، که یکی از روستاهای دهستان شیان میباشد. مردم این روستا همانند دیگر روستاهای دهستان شیان به زبان کوردی تکلم دارند.

## جمعیت
این روستا در دهستان شیان قرار دارد و براساس سرشماری مرکز آمار ایران در سال ۱۳۸۵، جمعیت آن ۲۲۰ نفر (۴۷خانوار) بوده‌است.